# رنیوم پنتاکلرید
رنیوم پنتاکلرید (به انگلیسی: Rhenium pentachloride) با فرمول شیمیایی ReCl۵ یک ترکیب شیمیایی است. که جرم مولی آن ۳۶۳٫۴۷۱ g/mol است. شکل ظاهری این ترکیب، قرمز و قهوه ای است.